# Montchevrier
 Montchevrier ist eine französische Gemeinde mit 448 Einwohnern (Stand 1. Januar 2022) im Département Indre in der Region Centre-Val de Loire; sie gehört zum Arrondissement La Châtre und zum Kanton Neuvy-Saint-Sépulchre.

## Lage
Montchevrier liegt am Oberlauf des Flusses Auzon. Die Gemeinde wird im Südwesten vom Fluss Gargilesse und im Nordosten von der Bouzanne begrenzt. Nachbargemeinden sind Cluis im Norden, La Buxerette im Osten, Aigurande im Südosten, Méasnes im Süden und Orsennes im Westen.

## Bevölkerungsentwicklung
| Jahr      | 1962 | 1968 | 1975 | 1982 | 1990 | 1999 | 2008 | 2017 |
| Einwohner | 1082 | 987  | 836  | 760  | 631  | 537  | 512  | 451  |

## Sehenswürdigkeiten

Dolmen de la Pierre à la Marte

- Dolmen de la Pierre à la Marte
- Kirche Saint-Martial